# Мімата

31°43′51″ пн. ш. 131°7′30″ сх. д. / 31.73083° пн. ш. 131.12500° сх. д.
Мімата (яп. 三股町) — містечко в Японії, в повіті Кітамороката префектури Міядзакі.